# City of God (libro)
City of God es un libro escrito en 1994 por el poeta y ensayista Gil Cuadros.

## Descripción
City of God consta de cuentos cortos y poemas. El título deriva del libro de San Agustín Ciudad de Dios, publicado en el año 426. El libro, temáticamente, se divide en tres grupos de tres. Cada grupo describe fases y edades diferentes de una sola vida vivida, por diferentes personajes. Las primeras tres historias "Indulgencias", "Reynaldo", y "Caballería" hablan sobre asuntos de origen. Esto es, cómo las experiencias de la niñez dan forma a la "identificación sexual y de género". Además, estas primeras tres historias describen a la familia chicana y lo que significa crecer queer en Los Ángeles. El próximo grupo, "Mi Aztlán: Lugar Blanco", "Desprotegido", y "Santo" hablan de las dificultades que surgen cuando la homosexualidad se cruza con el ser chicano y la oposición familiar. Las últimas tres historias "Bautismo", "Déjalo Ir", y "Visión" hablan de la transformación que el cuerpo del chicano experimenta, mientras afronta los efectos de una enfermedad devastadora. En el libro, afirma Rafael Pérez-Torres, las historias trazan el "desarrollo y transformación de un nuevo sujeto mestizo, uno obligado a ajustar una identidad étnica y experimentar con una identidad sexual alienante pero crucial". En general, City of God proporciona a sus lectores una mejor comprensión del fondo histórico del SIDA en los Estados Unidos durante los años ochenta y noventa. Más allá de eso, presenta a sus lectores una perspectiva única de la historia de gay a través del Movimiento chicano.

### SIDA y Los Ángeles
El libro no sólo muestra las experiencias de los personajes, moldeadas por su entorno, sino que también los lectores ven cómo los personajes "se fusionan con la ciudad". Para Cuadros (personaje de ficción), la ciudad es su Aztlán, o La Meca. Aunque Aztlán se refiere a la mítica patria azteca que el Movimiento chicano en los años 1960-1970, al que se le atribuyó un lugar especial de pertenencia comunitaria, Cuadros pinta a Aztlán o Los Ángeles, como una distopía. En la historia, cualquier representación de Los Ángeles es análoga a la del cuerpo infectado con SIDA del personaje. Por ejemplo, "Me parezco a la ciudad, / solo huesos de lo que solía ser". Los Ángeles también se retrata a través de la "ciudad terrenal de la miseria eterna" de San Agustín. La comunidad queer en Los Ángeles también es representada como un reflejo de la cultura dominante de la clase media blanca.